# Mirandea
Mirandea es un género de plantas fanerógamas perteneciente a la familia Acanthaceae. El género tiene cuatro especies de hierbas.

## Taxonomía
El género fue descrito por  Jerzy Rzedowski y publicado en Ciencia (Mexico) 19: 80. 1959. La especie tipo es: Mirandea grisea

## Especies
- Mirandea andradenia
- Mirandea grisea
- Mirandea huastecensis
- Mirandea sylvatica